# Puchar Macedonii Północnej w piłce siatkowej mężczyzn (2024)
Puchar Macedonii Północnej w piłce siatkowej mężczyzn 2024 – 31. edycja rozgrywek o siatkarski Puchar Macedonii Północnej zorganizowana przez Macedoński Związek Piłki Siatkowej (Одбојкарска федерација на Македонија, ОФМ). Zainaugurowana została 23 marca 2024 roku.
W rozgrywkach o Puchar Macedonii Północnej uczestniczyło 12 drużyn grających w I lidze. Rozgrywki składały się z I rundy, ćwierćfinałów oraz turnieju finałowego, w ramach którego rozegrano półfinały i finał. We wszystkich rundach rywalizacja toczyła się systemem pucharowym.
Turniej finałowy odbył się w dniach 21-23 marca 2023 roku w hali sportowej „Jordan Mijałkow” w Sztipie. Po raz pierwszy Puchar Macedonii Północnej zdobył klub Sztip UGD, który w finale pokonał Strumicę 47&72.

## System rozgrywek
Rozgrywki o Puchar Macedonii Północnej w sezonie 2023/2024 składały się z I rundy, ćwierćfinałów oraz turnieju finałowego, w ramach którego odbyły się półfinały i finał. We wszystkich rundach rywalizacja toczyła się w systemie pucharowym, a o awansie w parze decydował jeden mecz. Przed każdą rundą odbywało się losowanie. Drużyny, które w fazie zasadniczej I ligi zajęły miejsca 1-6, udział w rozgrywkach rozpoczęły od ćwierćfinałów i zostały rozstawione w losowaniu. Rozstawione zespoły były gospodarzami ćwierćfinałowych meczów.

## Drużyny uczestniczące
| I liga (12 drużyn)       | I liga (12 drużyn) |
| ------------------------ | ------------------ |
| GOK Borec                | ćwierćfinał        |
| Janta Volej              | I runda            |
| Lirija                   | półfinał           |
| Makedonija Gio Strumica  | I runda            |
| Rabotniczki 71&22 Skopje | półfinał           |
| Strumica 47&72           | finał              |
| Suszewo                  | I runda            |
| Shkëndija Tetowo         | ćwierćfinał        |
| Sztip UGD                | zwycięstwo         |
| Universiteti i Tetovës   | ćwierćfinał        |
| Wardar Skopje            | I runda            |
| Wesna Probisztip         | ćwierćfinał        |

## Rozgrywki

### I runda
| 7.02.2024 | Universiteti i Tetovës | 3:0 (25:19, 25:22, 25:13) raport | Makedonija Gio Strumica |  |

| 7.02.2024 19:00 (UTC+1) | Wesna Probisztip | 3:1 (16:25, 25:12, 25:18, 25:14) raport | Wardar Skopje | Hala sportowa „Sofija Petrowska”, Probisztip |

| 7.02.2024 | Shkëndija Tetowo | 3:0 (25:18, 25:13, 25:19) raport | Janta Volej |  |

| 7.02.2024 20:00 (UTC+1) | GOK Borec | 3:2 (27:25, 19:25, 25:12, 22:25, 15:8) raport | Suszewo |  |

### Ćwierćfinały
| 14.02.2024 | Rabotniczki 71&22 Skopje | 3:0 (25:15, 25:16, 25:22) raport | Shkëndija Tetowo |  |

| 14.02.2024 | Strumica 47&72 | 3:0 (25:14, 25:16, 25:21) raport | GOK Borec | Hala sportowa „Park”, Strumica |

| 14.02.2024 | Sztip UGD | 3:0 (25:20, 25:17, 25:9) raport | Wesna Probisztip | Hala sportowa „Jordan Mijałkow”, Sztip |

| 21.02.2024 20:30 (UTC+1) | Lirija | 3:1 (25:22, 19:25, 25:19, 25:15) raport | Universiteti i Tetovës |  |

### Turniej finałowy

#### Półfinały
| 21.03.2024 17:00 (UTC+1) | Rabotniczki 71&22 Skopje | 0:3 (23:25, 20:25, 18:25) raport | Sztip UGD | Hala sportowa „Jordan Mijałkow”, Sztip |

| 21.03.2024 20:00 (UTC+1) | Lirija | 0:3 (20:25, 14:25, 16:25) raport | Strumica 47&72 | Hala sportowa „Jordan Mijałkow”, Sztip |

#### Finał
| 22.03.2024 15:00 (UTC+1) | Sztip UGD | 3:2 (22:25, 25:22, 19:25, 25:21, 15:13) raport | Strumica 47&72 | Hala sportowa „Jordan Mijałkow”, Sztip |